# Шишкі (Люблінське воєводство)
Шишкі (пол. Szyszki) — село в Польщі, у гміні Сточек-Луковський Луківського повіту Люблінського воєводства.
Населення — 500 осіб (2011).
У 1975-1998 роках село належало до Седлецького воєводства.

## Демографія
Демографічна структура станом на 31 березня 2011 року:
|          | Загалом | Допрацездатний вік | Працездатний вік | Постпрацездатний вік |
| -------- | ------- | ------------------ | ---------------- | -------------------- |
| Чоловіки | 242     | 56                 | 159              | 27                   |
| Жінки    | 258     | 71                 | 127              | 60                   |
| Разом    | 500     | 127                | 286              | 87                   |